# EN 60601-2-23
Die EN 60601-2-23 mit dem Titel „Medizinische elektrische Geräte - Teil 2-23: Besondere Festlegungen für die Sicherheit einschließlich wesentlicher Leistungsmerkmale von Geräten für die transkutane Partialdrucküberwachung“ ist Teil der Normenreihe EN 60601.
Herausgeber der DIN-Norm DIN EN 60601-2-23 ist das Deutsche Institut für Normung.
Die Norm basiert auf der internationalen Fassung IEC 60601-2-23. Im Rahmen des VDE-Normenwerks ist die Norm als VDE 0750-2-23 klassifiziert, siehe DIN-VDE-Normen Teil 7.
Diese Ergänzungsnorm regelt allgemeine Festlegungen für die Sicherheit, Prüfungen und Richtlinien einschließlich wesentlicher Leistungsmerkmale von Geräten für die transkutane Partialdrucküberwachung.

## Gültigkeit
Die deutsche Ausgabe 11.2000 ist ab ihrem Erscheinungsdatum als Deutsche Norm angenommen.
- Die aktuelle Fassung (11.2000) ist korrespondierend mit der 2. Ausgabe der DIN EN 60601-1 anzuwenden.
- Es wurde im Januar 2008 ein Entwurf zur Anwendung mit der 3. Ausgabe der DIN EN 60601-1 veröffentlicht.

## Anwendungsbereich
Diese besonderen Festlegungen legen die Anforderungen an die Sicherheit von Geräte für die Transkutane Partialdrucküberwachung fest. Sie gelten für transkutane Überwachungsgeräte, die an Erwachsenen, Kindern und Neugeborenen eingesetzt werden, und schließen den Einsatz dieser Geräte für die Überwachung des Fötus während der Geburt ein.
Sie gelten nicht für Blutsättigungsoximeter oder für Geräte, die an anderen Körperoberflächen als der Haut (z. B. der Bindehaut des Auges, der Schleimhaut) angewendet werden.

## Zusatzinformation
Folgende geänderte Anforderungen sind in der EN 60601-2-23 enthalten (Auszug):
- Trennung
- Mechanische Gefährdungen
- Elektromagnetische Verträglichkeit (EMV)
- Gefahren durch Temperaturen
- Genauigkeit der Ausgangswerte
- Konstruktion